# Campionati italiani di triathlon olimpico no draft del 2014
I Campionati italiani di triathlon olimpico no draft del 2014 (II edizione) sono stati organizzati dalla Federazione Italiana Triathlon e si sono svolti a Iseo in Lombardia, in data 6 luglio 2014.
Tra gli uomini ha vinto Gregory Barnaby (707 Triathlon Team), mentre la gara femminile è andata a Elisa Battistoni (707 Triathlon Team).

## Risultati

### Élite uomini
| Pos. | Atleta                      | Società sportiva       | Nuoto   | Bici    | Corsa   | Totale  |
| ---- | --------------------------- | ---------------------- | ------- | ------- | ------- | ------- |
|      | Gregory Barnaby             | 707 Triathlon Team     | 0:19:19 | 1:13:56 | 0:34:07 | 2:09:00 |
|      | Jonathan Ciavattella        | Esercito               | 0:19:26 | 1:16:25 | 0:34:11 | 2:11:58 |
|      | Luca Bonazzi                | Freezone               | 0:21:55 | 1:16:46 | 0:35:09 | 2:15:41 |
| 4    | Federico Gregorio Incardona | No Limits Friends      | 0:22:20 | 1:15:20 | 0:35:59 | 2:15:58 |
| 5    | Bruno Pasqualini            | Torino Triathlon       | 0:22:13 | 1:16:33 | 0:35:29 | 2:16:09 |
| 6    | Gabriele Salini             | 707 Triathlon Team     | 0:19:27 | 1:18:43 | 0:36:56 | 2:16:51 |
| 7    | Michele Sarzilla            | Raschiani Tri Pavese   | 0:21:05 | 1:19:34 | 0:34:51 | 2:17:20 |
| 8    | Marco Ladisa                | 707 Triathlon Team     | 0:18:48 | 1:20:37 | 0:36:39 | 2:17:55 |
| 9    | Cristiano Iuliano           | Firenze Triathlon      | 0:21:34 | 1:18:53 | 0:36:10 | 2:18:44 |
| 10   | Isacco Andrenucci           | Oxygen Triathlon       | 0:18:48 | 1:20:16 | 0:38:15 | 2:19:12 |
| 11   | Michele Insalata            | Nadir on the Road      | 0:22:59 | 1:19:20 | 0:36:01 | 2:20:21 |
| 12   | Fabio Civera                | 707 Triathlon Team     | 0:20:57 | 1:21:20 | 0:36:35 | 2:20:47 |
| 13   | Alfio Bulgarelli            | Surfing Shop Triathlon | 0:21:13 | 1:20:30 | 0:37:20 | 2:21:12 |
| 14   | Pierluigi Senor             | CUS Torino Triathlon   | 0:24:58 | 1:18:04 | 0:35:38 | 2:21:26 |
| 15   | Helcio Arthur Kricky        | Triathlon Bordighera   | 0:21:11 | 1:21:42 | 0:37:12 | 2:22:19 |
| 16   | Filippo Galli               | Raschiani Tri Pavese   | 0:22:38 | 1:20:13 | 0:37:33 | 2:22:38 |
| 17   | Marco Marini                | Aria Sport             | 0:22:52 | 1:20:45 | 0:36:59 | 2:22:50 |
| 18   | Devis Borghini              | T.D. Rimini            | 0:23:50 | 1:20:01 | 0:37:08 | 2:23:00 |
| 19   | Nicola Buffa                | A3 Triathlon           | 0:22:30 | 1:22:21 | 0:35:55 | 2:23:05 |
| 20   | Matteo Marchisio            | CUS Torino Triathlon   | 0:22:05 | 1:21:39 | 0:37:21 | 2:23:15 |

### Élite donne
| Pos. | Atleta             | Società sportiva             | Nuoto   | Bici    | Corsa   | Totale  |
| ---- | ------------------ | ---------------------------- | ------- | ------- | ------- | ------- |
|      | Elisa Battistoni   | 707 Triathlon Team           | 0:20:34 | 1:29:05 | 0:40:01 | 2:31:48 |
|      | Giulia Bedorin     | Padova Nuoto Dynamica        | 0:21:25 | 1:32:19 | 0:41:20 | 2:37:08 |
|      | Monica Cibin       | Triathlon Novara             | 0:22:16 | 1:33:39 | 0:40:14 | 2:38:17 |
| 4    | Ilaria Fioravanti  | Minerva Roma                 | 0:22:13 | 1:34:43 | 0:39:18 | 2:38:20 |
| 5    | Michela Tessaro    | Läufer Club Bozen            | 0:22:15 | 1:31:30 | 0:42:45 | 2:38:44 |
| 6    | Chiara Ingletto    | Firenze Triathlon            | 0:24:02 | 1:32:43 | 0:41:18 | 2:40:05 |
| 7    | Giulia Ballestri   | Modena Triathlon             | 0:25:27 | 1:29:39 | 0:43:17 | 2:40:43 |
| 8    | Laura Pederzoli    | Peperoncino Team             | 0:24:20 | 1:33:17 | 0:41:28 | 2:41:30 |
| 9    | Daniela Pallaro    | Padova Nuoto Dynamica        | 0:24:13 | 1:34:38 | 0:41:16 | 2:42:31 |
| 10   | Annalisa Bertelle  | G.P. Triathlon               | 0:28:03 | 1:31:57 | 0:41:57 | 2:44:44 |
| 11   | Francesca Tunesi   | CUS Torino Triathlon         | 0:24:20 | 1:36:58 | 0:41:24 | 2:45:06 |
| 12   | Teodolinda Camera  | Triathlon Bordighera         | 0:23:55 | 1:36:40 | 0:42:34 | 2:45:13 |
| 13   | Monica Ferrari     | Peperoncino Team             | 0:28:02 | 1:32:45 | 0:42:53 | 2:46:21 |
| 14   | Camilla Magliano   | CUS Torino Triathlon         | 0:27:00 | 1:34:08 | 0:43:17 | 2:46:57 |
| 15   | Francesca Galluzzo | Minerva Roma                 | 0:24:01 | 1:41:37 | 0:39:25 | 2:47:16 |
| 16   | Manuela Ianesi     | Bressanone Nuoto             | 0:21:44 | 1:38:01 | 0:45:41 | 2:47:53 |
| 17   | Silvia Colussi     | Polisportiva San Vito        | 0:22:01 | 1:34:47 | 0:49:18 | 2:48:46 |
| 18   | Rita Lilia Quadri  | Triathlon Cremona Stradivari | 0:28:12 | 1:36:44 | 0:41:11 | 2:48:51 |
| 19   | Barbara Trazzi     | Verona Triathlon             | 0:29:05 | 1:33:36 | 0:43:27 | 2:48:51 |
| 20   | Stefania Moneta    | ARC Busto Arsizio            | 0:24:11 | 1:37:56 | 0:45:09 | 2:49:23 |

## Campioni per categoria
| Categoria | Atleta                      | Società               | Atleta            | Società               |
| --------- | --------------------------- | --------------------- | ----------------- | --------------------- |
| Senior 1  | Marco Ladisa                | 707 Triathlon Team    | Ilaria Fioravanti | Minerva Roma          |
| Senior 2  | Federico Gregorio Incardona | No Limits Friends     | Giulia Bedorin    | Padova Nuoto Dynamica |
| Senior 3  | Gabriele Salini             | 707 Triathlon Team    | Elisa Battistoni  | 707 Triathlon Team    |
| Senior 4  | Cristiano Iuliano           | Firenze Triathlon     | Michela Tessaro   | Läufer Club Bozen     |
| Master 1  | Luca Bonazzi                | Freezone              | Laura Pederzoli   | Peperoncino Team      |
| Master 2  | Stefano Crosta              | Rho Triathlon Club    | Daniela Pallaro   | Padova Nuoto Dynamica |
| Master 3  | Angelo Cavalleretti         | Triathlon Lecco       | Manuela Ianesi    | Bressanone Nuoto      |
| Master 4  | Emanuele Polga              | Padova Nuoto Dynamica | Antonella Cason   | Treviso Triathlon     |
| Master 5  | Alberto Marcellino          | CUS Torino Triathlon  |                   |                       |
| Master 6  | Michele Vanzi               | T.D. Rimini           | Margherita Strata | Elbaman Team          |
| Master 7  | Agostino Ramella            | Cuneo Triathlon       | Gabriella Bois    | Cuneo Triathlon       |
| Master 8  |                             |                       |                   |                       |